# Can Ros de Mayol
Can Ros de Mayol és un edifici situat al carrer de Sagunt, 90-94 al barri de Sants de Barcelona, catalogat com a bé amb elements d'interès (categoria C). Actualment acull l'Escola Cal Maiol, abans Perú.

## Història
Va ser construïda cap al 1890 a l'emplaçament d'una masia pel traginer Antoni Piera i Sagués, que es dedicava al transport de mercaderies per carro. A finals del segle xix, va ampliar el negoci amb l'adquisició d'una pedrera a Montjuïc, i el 1893 la seva família fundà l'empresa Piera, Cortinas i Cia, que el 1900 esdevingué Foment d'Obres i Construccions SA.
El 1936, la casa va ser llogada a l'Ajuntament de Barcelona, que l'habilità com a escola, i finalment, l'adquirí el 1993. El 2015, coincidint amb el 75è aniversari de l'escola, aquesta canvià el nom i passà a dir-se Cal Maiol. Actualment, continua fent la funció de centre d'educació, tot i que està previst traslladar les seves dependències a una nova edificació dins del recinte de Can Batlló.

## Descripció
Es tracta d'un palauet de planta baixa, pis i golfes, originalment envoltat de jardí. La façana s'estructura amb cinc eixos vertical d'obertures, i els portals d'accés, de llinda plana, tenen inscrita a la clau les inicials A i P (una en cadascun), en referència al propietari.
A la planta noble hi ha un balcó corregut de barana de ferro forjat, flanquejat a cada banda per una balconera. A les golfes hi ha finestres, dues de les quals estan cegades, i el coronament té una cornisa recolzada sobre mènsules. El parament és d'estuc imitant carreus de pedra als baixos, i amb franges horitzontals a la resta.